# Goraj (Grande-Pologne)
Pour les articles homonymes, voir Goraj.
Goraj (prononciation : [ˈɡɔrai̯]) est un  village polonais de la gmina de Lubasz dans le powiat de Czarnków-Trzcianka de la voïvodie de Grande-Pologne dans le centre-ouest de la Pologne.
Il se situe à environ 2 kilomètres à l'ouest de Lubasz (siège de la gmina), 6 kilomètres au sud-ouest de Czarnków (siège du powiat), et à 59 kilomètres au nord-ouest de Poznań (capitale de la Grande-Pologne).

## Histoire
De 1975 à 1998, le village faisait partie du territoire de la voïvodie de Piła.

Depuis 1999, Goraj est situé dans la voïvodie de Grande-Pologne.
Le village possède une population de 322 habitants.